# Area metropolitana di Wichita Falls

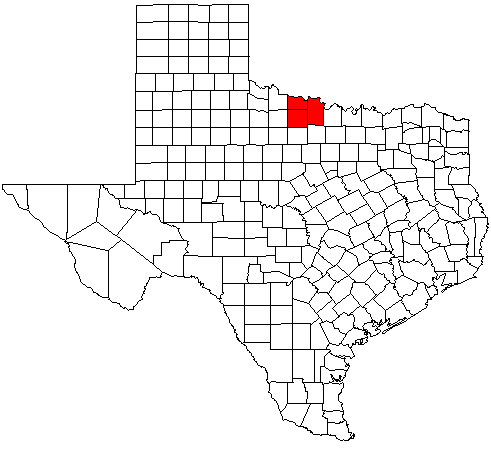
La mappa del Texas, in rosso l'area metropolitana di Wichita Falls

L'area metropolitana di Wichita Falls, come viene definito dallo United States Census Bureau, è un'area che comprende tre contee del Texas settentrionale, nello Stato del Texas, con "capoluogo" la città di Wichita Falls. Al censimento del 2010, l'area metropolitana possedeva una popolazione di 151 306 abitanti (anche se una stima del 1º luglio 2011 sono 150 261 abitanti).

## Contee
- Archer
- Clay
- Wichita

## Comunità

### Luoghi con più di100 000abitanti
- Wichita Falls (città principale)

### Luoghi tra1 000e15 000abitanti
- Archer City
- Burkburnett
- Electra
- Henrietta
- Holliday
- Iowa Park

### Luoghi tra 500 e1 000abitanti
- Byers
- Lakeside City
- Petrolia

### Luoghi con meno di 500 abitanti
- Bellevue
- Cashion Community
- Dean
- Jolly
- Megargel
- Pleasant Valley
- Scotland
- Windthorst

### Comunità non incorporate
- Bluegrove
- Buffalo Springs
- Dundee
- Halsell
- Haynesville
- Huff
- Hurnville
- Joy
- Kamay
- Mankins
- Shannon
- Stanfield
- Thornberry
- Valley View
- Vashti

## Società

### Evoluzione demografica
Secondo il censimento del 2000, c'erano 151 524 persone.

### Etnie e minoranze straniere
Secondo il censimento del 2000, la composizione etnica dell'area metropolitana era formata dall'80,95% di bianchi, l'8,92% di afroamericani, lo 0,89% di nativi americani, l'1,61% di asiatici, lo 0,08% di oceanici, il 5,05% di altre razze, e il 2,51% di due o più etnie. Ispanici o latinos di qualunque razza erano l'11,17% della popolazione.